# Лелух
Лелух (Понпеи Leluh) или Лелу (Понпеи Lelu) — археологический памятник на острове Лелу в Федеративных Штатах Микронезии. Включён в список важнейших достопримечательностей США.

## История
Город Лелух был построен около 1250 года. Правители Лелуха постепенно завоевали соседний остров Кусаие. Их государство достигло своего пика примерно в XIV XV веках. По мнению археологов по своей структуре оно было похоже на Империю Тонга или королевство Гавайи.
В тот период население Лелуха достигало 1500 человек, а площадь — 27 гектаров. Город служил резиденцией для вождя, знати и жрецов, прочие подданные жили в хижинах за стенами цитадели. В городе были построены искусственные острова, улицы, каналы, дворцы, культовые здания, крепостные стены, усыпальницы и другие сооружения. Упадок города связан с тем, что вскоре после открытия острова, большая часть населения погибла от болезней, завезенных европейцами. По некоторым данным, из 6000 человек населявших город к моменту прибытия европейцев к 1870 году дожило не более 200.

## Описание

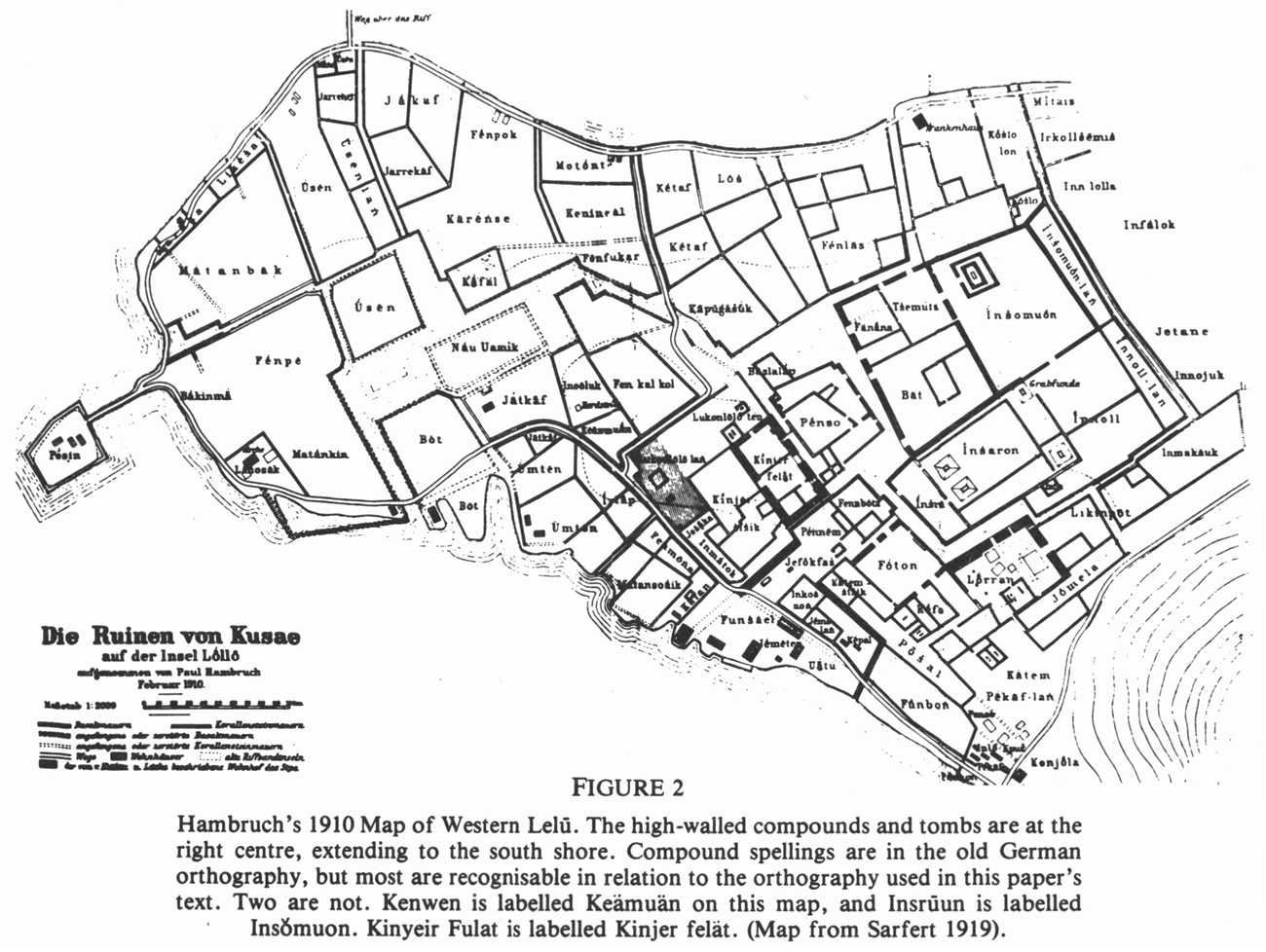
План города Лелу (1919 год)

Город построен из кораллового известняка и базальтовых блоков. Он состоит из жилищ, царских гробниц и святилищ языческих богов.
Лелух был поделен на кварталы в зависимости от социального статуса их жителей. Материалы, используемые для строительства домов также зависели от социального класса. В центре города за высокими базальтовыми стенами (подобными стенам Нан-Мадола) была построена резиденция короля и дома аристократии. В западной части города в домах из известняка населяла знать занимавшая положение пониже, а остальное население жило в простых хижинах. В течение XX века руины Лелуха были разобраны местным населением и использовались в строительстве.
В 1983 году руины Лелух были внесены в список важнейших достопримечательностей США под номером 83004524.